# Weltmeisterschaften der Rhythmischen Sportgymnastik 1992

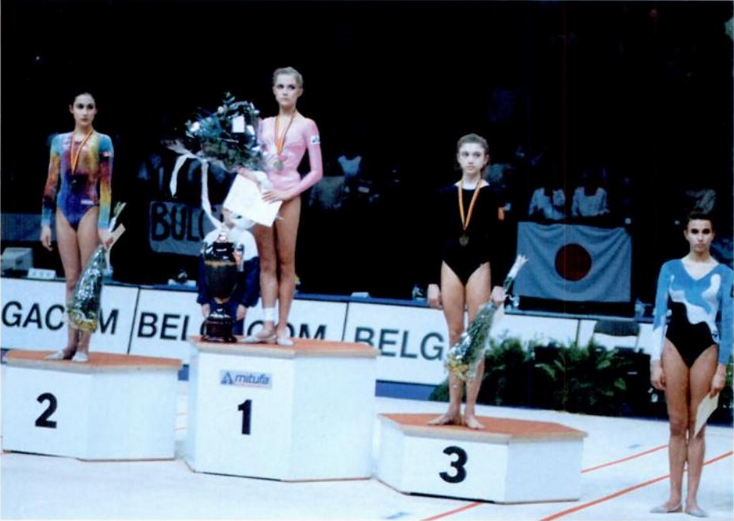
Acedo, Lukjanenko, Petrowa und Kostina

Die 16. Weltmeisterschaften der Rhythmischen Sportgymnastik fanden 1992 in Brüssel, Belgien statt.

## Ergebnisse

### Einzel-Mehrkampf
| Rang | Nation      | Athletin           |
| ---- | ----------- | ------------------ |
| 1    | Russland    | Oksana Kostina     |
| 2    | Bulgarien   | Maria Petrowa      |
| 3    | Belarus     | Laryssa Lukjanenka |
| ...  |             |                    |
| 8    | Deutschland | Christiane Klumpp  |
| 12   | Deutschland | Magdalena Brzeska  |

### Gruppe-Mehrkampf
| Rang | Nation    | Athletin |
| ---- | --------- | -------- |
| 1    | Russland  |          |
| 2    | Spanien   |          |
| 3    | Nordkorea |          |

### Gruppe-Mehrkampf mit einem Gerät
| Rang | Nation   | Athletin |
| ---- | -------- | -------- |
| 1    | Russland |          |
| 2    | Ukraine  |          |
| 2    | Italien  |          |

### Gruppe-Mehrkampf mit zwei Geräten
| Rang | Nation   | Athletin |
| ---- | -------- | -------- |
| 1    | Russland |          |
| 2    | Italien  |          |
| 3    | Spanien  |          |

### Ball
| Rang | Nation    | Athletin       |
| ---- | --------- | -------------- |
| 1    | Russland  | Oksana Kostina |
| 2    | Spanien   | Carmen Acedo   |
| 2    | Bulgarien | Maria Petrowa  |

### Keulen
| Rang | Nation    | Athletin       |
| ---- | --------- | -------------- |
| 1    | Russland  | Oksana Kostina |
| 2    | Bulgarien | Maria Petrowa  |
| 3    | Spanien   | Carmen Acedo   |
| 3    | Bulgarien | Diana Popowa   |

### Reifen
| Rang | Nation    | Athletin           |
| ---- | --------- | ------------------ |
| 1    | Russland  | Oksana Kostina     |
| 1    | Belarus   | Laryssa Lukjanenka |
| 3    | Bulgarien | Maria Petrowa      |

### Seil
| Rang | Nation   | Athletin           |
| ---- | -------- | ------------------ |
| 1    | Belarus  | Laryssa Lukjanenka |
| 1    | Russland | Oksana Kostina     |
| 3    | Rumänien | Irina Deleanu      |

### Medaillenspiegel
| Rang | Nation    | Gold | Silber | Bronze | Gesamt |
| ---- | --------- | ---- | ------ | ------ | ------ |
| 1    | Russland  | 8    | -      | -      | 8      |
| 2    | Belarus   | 2    | -      | 1      | 3      |
| 3    | Bulgarien | -    | 3      | 2      | 5      |
| 4    | Spanien   | -    | 2      | 2      | 4      |
| 5    | Italien   | -    | 1      | 1      | 2      |
| 6    | Ukraine   | -    | 1      | -      | 1      |
| 7    | Nordkorea | -    | -      | 1      | 1      |
| 7    | Rumänien  | -    | -      | 1      | 1      |